# Afraid of Letting Go
"Afraid of Letting Go" é uma canção do grupo pop global Now United, lançada em 27 de março de 2019. A canção foi disponibilizada nas plataformas digitais em 23 de setembro de 2019. Conta com os vocais de Any, Noah e Bailey.

## Videoclipe
O videoclipe foi lançado no dia 27 de março de 2019 e gravado em Manila, Filipinas. A representante da Índia, Shivani, não pôde ir às Filipinas, pois tinha provas escolares para fazer em seu país, o representante do Reino Unido, Lamar, também não pôde ir por problemas pessoais. A canção faz parte do projeto de protagonismo, correspondendo à Bailey.

## Histórico de lançamentos
| Região | Data                   | Formato                    | Gravadora | Ref.￼ |
| ------ | ---------------------- | -------------------------- | --------- | ----- |
| Mundo  | 23 de setembro de 2019 | download digital streaming | XIX       | [ 5 ] |